# شیخ چور
شیخ چور (به انگلیسی: Shekh Chuhr) یک منطقهٔ مسکونی در پاکستان است که در خیبر پختونخوا واقع شده‌است. شیخ چور ۹ کیلومتر مربع مساحت و ۳٬۰۰۰–۴٬۰۰۰ نفر جمعیت دارد.